# Алоро-пантарские народы
Алоро-пантарские народы — группа народов, проживающих на островах Пантар и Алор в юго-восточной части Индонезии. В группу входят абуи, воисика, ламма, келон, танглапуи, тева и другие народности. общая численность — более 170 тысяч человек.

## История
Согласно некоторым преданиям, одним из первых поселенцев на острове Пантар был Раджа Маджапахит. Пятеро его сыновей основали 5 царств на Пантаре и соседних островах: Пандаи, Алор Безар, Барнуза и др. Многие специалисты находят подтверждение у местных жителей о том, что эти 5 царств представляли собой некое объединение под названием Галияо (Галеяу, Галигау, Галеау, Галиоу, Галао). Предположительно, данное объединение сформировалось здесь после падения Пантарского царства Мунасели. В то время, царство Пандаи (также находившееся и на Пантаре) стало центром Галеау. Многие кланы на Пантаре и соседних островов (Алор и Тимор) были членами Галеау. Это объединение, например, упрощало брачные соглашения на данных территориях. Брачные соглашения часто вызывали много трудностей у разных народов. Это было связано с подарками, которые жених мог предложить невесте. Например, алорская и солорская семьи не могли договориться по поводу подарков, так имели разные материальные ценности. Именно таких проблем не существовало у народов, живших на территориях, входивших в состав Галеау.

## Язык

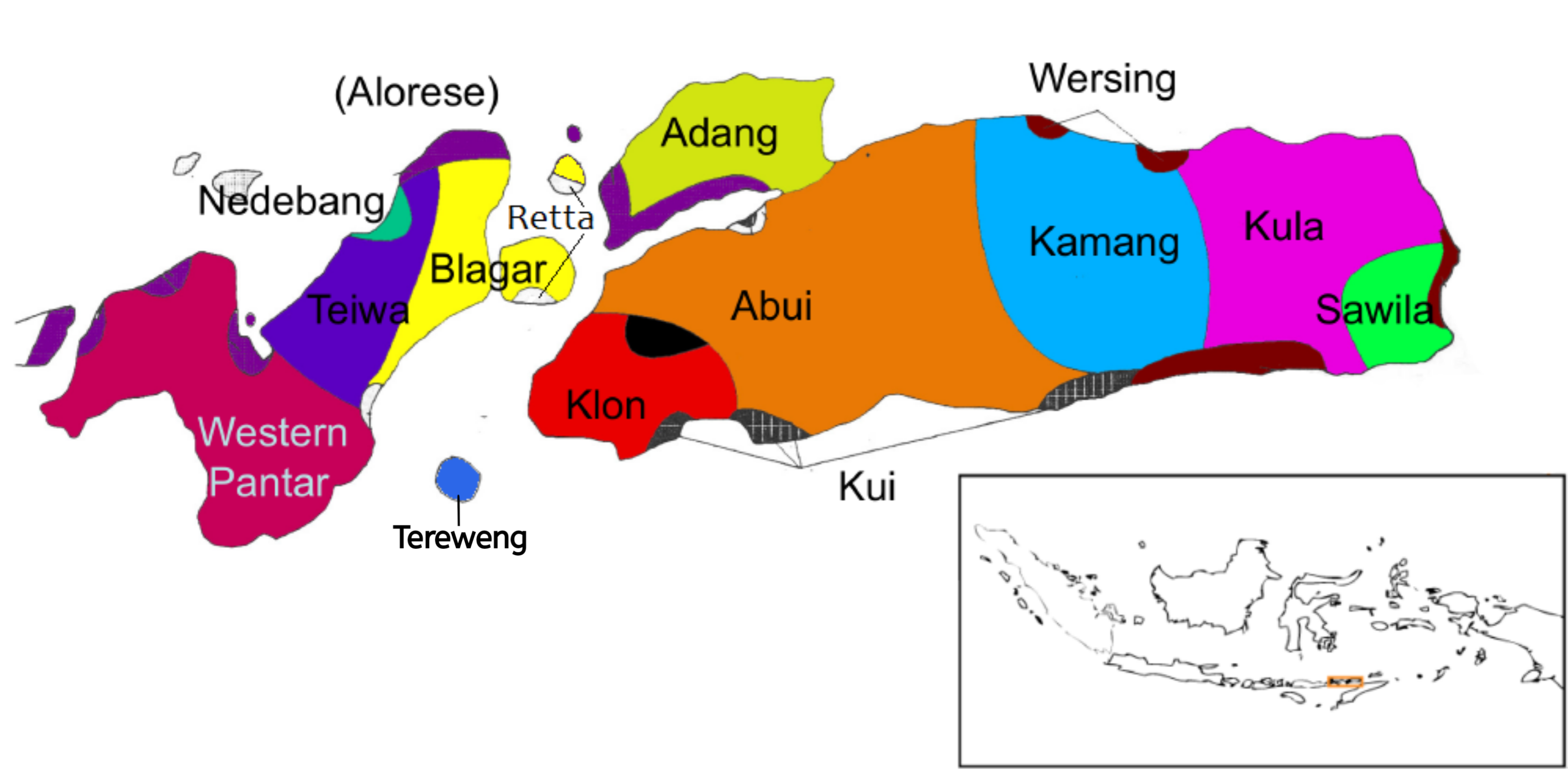
Alor-pantar map color

Большинством специалистов алоро-пантарцы относятся к переходной группе восточных индонезийцев, так как язык сближает их сразу с двумя этническими группами: с папуасами проживающими в Новой Гвинее и с народами с острова Тимор, не относящимися к австронезийцам. Языки относятся к папуасскому анклаву языков, входят в трансновогвинейскую филу: тиморо-алорская семья, алоро-пантарская подсемья. Также у алоро-пантарских народов в употреблении индонезийский язык.
Алоро-пантарская языковая семья делится на две ветви:
- алорская: воисика[англ.], абуи[англ.], аданг-кабола[англ.], кафоа[англ.], куи, келон[англ.].
- пантарская: благар[англ.], тева, ламма[англ.], недебанг[англ.], ретта[англ.].

Алоро-пантарская языковая семья — это анклав папуасской макросемьи в Восточной Индонезии. Она окружена австронезийскими языками и расположена в тысяче километров от папуасских языков Новой Гвинеи. Специалисты до сих пор задаются вопросом предшествовали ли эти языки появлению австронезийских языков на Алоре и Пантаре. Также предметом для исследования остается вопрос об отношениях алоро-пантарских языков с папуасскими языками Тимора.

## Религия
Основной религией является христианство, вследствие активной евангелизации данной территории христианами с Запада. Преобладают католики, на втором месте по численности протестанты. Однако встречаются и представители мусульманства суннитского толка. Наравне с монотеистическими религиями алоро-пантарские народы сохранили и традиционные верования. Они распространены в труднодоступных горных районах, там, куда невозможно попасть миссионерам.

## Предки
Предками алоро-пантарских народов являлись жители востока Индонезии. Они находились под постоянным влиянием народов Австронезии. До середины 20 века у алоро-пантарцев существовал феодализм. Племена центральных районов подчиняли себе горцев. Сейчас все следы феодальных владений исчезли.

## Занятия
На территории проживания данных народов осуществляется земледелие тропического типа. Работы выполняются вручную из-за отсутствия современных орудий труда. Главной культурой, дающей пропитание островитянам, является кукуруза. Второстепенными культурами являются суходольный рис, клубнеплоды и корнеплоды, бананы. Также алоро-пантарские народы занимаются охотой.

## Традиции
Семьи патриархальны и право наследования передается по мужской линии, от отца к сыну. В целом для народов характерна схема родства, аналогичная принятой у гавайцев. В более ранний период существования вплоть до 20 века у алоро-пантарцев был обычай охоты за головами, сейчас он искоренен. Характерен культ драконов-нага.
У алоро-пантарских народов существовал свой вид поэзии — серинта. Это небольшие истории в поэтической форме о событиях, происходившими в жизни народа в древности. Они часто читались на общих праздниках (например, свадьбах). Примером такой поэзии может служить следующий отрывок:
1)Kira kata tanah Sagu murah
Mo maso hari biru
Maso hari biru tutu take
Naming tutu take
(перевод)
Не думай, что в Сагу все так просто,
Что ты можешь просто войти,
Просто войти, не разговаривая,
Не принимая участия в беседе
2)Kolana-Kolana
lkang Gere Kolana
lkang Gere Kolana
Kolana-Kolana
(перевод)
Колана-Колана
Первая проблема — Колана
Первая проблема — Колана
Колана-Колана.
Однако, в наше время молодые представители алоро-пантарских народов не интересуются изучением древней поэзии.